# Yorks kyrkoprovins

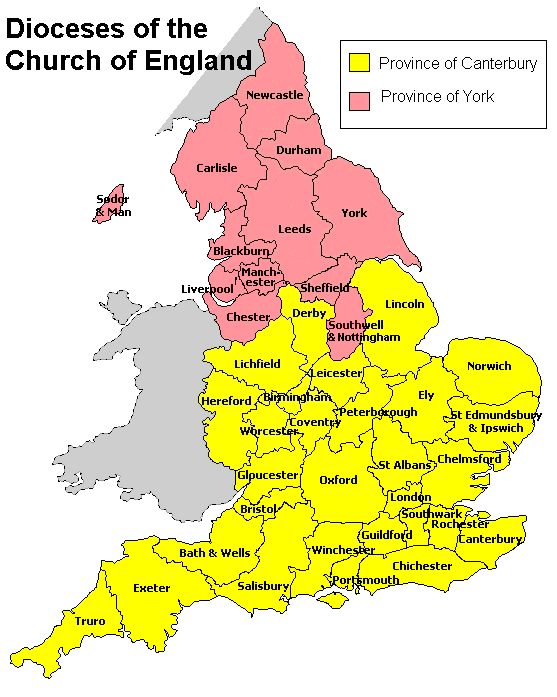
Engelska kyrkans indelning. Yorks kyrkoprovins i rosa färg och Canterbury kyrkoprovins i gul färg.

Yorks kyrkoprovins (engelska: Province of York) är en av två kyrkoprovinser inom Engelska kyrkan. Den omfattar norra England och Isle of Man, och består av 12 stift.

## Stift
1. Blackburn
2. Carlisle
3. Chester
4. Durham
5. Liverpool
6. Manchester
7. Newcastle
8. Sheffield
9. Sodor och Man
10. Southwell och Nottingham
11. West Yorkshire och Dales
12. York

### Fotnoter
1. ↑  ”Dioceses” (på engelska). BBC. https://www.churchofengland.org/about-us/dioceses.aspx. Läst 22 oktober 2015.